# Буров, Иван Иванович
Иван Иванович Буров (23 июня 1897 года — 17 декабря 1975 года) — советский военачальник, генерал-лейтенант войск связи (02.11.1944).

## Биография
Родился в деревне Киняево, ныне в сельском поселении Горское Орехово-Зуевского района Московской области, в семье ткачей.  Русский.
В 1909 году  окончил церковно-приходскую школу.
С 1913 года работает  на  Дрезненской прядильно-ткацкой фабрике.
В мае 1916 года был призван в армию.
В ноябре 1917 года возвратился в Дрезну и стал ткачом.
В РККА с августа 1918 года: телеграфно-телефонный механик 2-го маневренного батальона 14-й стрелковой дивизии Южного фронта. С июля по сентябрь находился на лечении в военном госпитале в городе Саратове, после чего продолжил службу в батальоне связи Южного фронта.
В ноябре этого же 1918 года был назначен помощником командира роты отдельного батальона связи 56-й стрелковой дивизии, а в мае 1920 года стал командиром роты этого же батальона.
С сентября 1924  по  октябрь 1925 года учился на  курсах усовершенствования командного состава войск связи в Ленинграде, по окончании которых был назначен начальником связи 43-й стрелковой дивизии.
В мае 1931 года получил назначение на  должность помощника командира 2-го полка связи Белорусского военного округа.
В феврале 1934 года назначен руководителем тактико-специальной подготовки курсов усовершенствования командного состава войск связи в Киеве.
С апреля 1936 года был  начальник связи 33-го стрелкового корпуса Ленинградского военного округа.
С апреля 1938 года помощник начальника связи ЛВО, а  с июня — заместителем начальника 1-го отдела УСКА.
До войны вступил в члены ВКП(б).
Великая Отечественная война застала полковника Бурова в командировке. Он поехал с группой офицеров инспектировать подразделения в Бресте, Гродно и Белостоке.  Отступая с войсками, пешком прошел всю Белоруссию. Возле Днепра выбрался к своим и вернулся в Москву, где в августе 1941 года получил назначение на должность заместителя начальника 4-го отдела ГУСКА.
В августе 1942 года был направлен на фронт начальником 1-го отдела Управления связи Западного фронта, а в августе 1943-го стал заместителем начальника связи этого фронта.
17 января 1944 года присвоено воинское звание генерал-майор войск связи.
2 ноября 1944 года присвоено воинское звание генерал-лейтенант войск связи.
В  январе 1945 года генерал-лейтенант Буров возглавил войска связи 3-й Белорусского фронта. Участвовал в освобождении Вильнюса, Каунаса и других городов и районов Литвы. Завершил войну в Кенигсберге.
За умелую организацию связи в Кенигсбергской операции генерал-лейтенант Буров был удостоен ордена Кутузова I степени.
В послевоенное время с августа 1945 г. по август 1946 г. исполнял обязанности начальника связи сначала Барановического, а затем Белорусского военных округов. Затем был назначен начальником курсов усовершенствования офицерского состава войск связи.
с 15 апреля 1947 года стал начальник Киевского военного Краснознаменного  училища связи.
С 16 ноября 1955 года был начальник межокружных курсов усовершенствования офицерского состава войск связи.
19 мая 1959 года ушел в отставку по болезни, встал на учёт в Пятигорский ГВК Ставропольского края. В связи с тяжелым заболеванием находился в доме престарелых.
Умер 17 декабря 1975 года и был кремирован, захоронен на Донском кладбище в Москве.

## Награды
- два ордена Ленина (21.02.1945)
- три ордена Красного Знамени (24.01.1943[3], 03.11.1944, 20.06.1949)
- орден Кутузова I степени (19.04.1945)
- орден Кутузова II степени (03.07.1944)
- орден Отечественной войны I степени (28.09.1943)
  - Медали в.т.ч.:
  - «XX лет Рабоче-Крестьянской Красной Армии» (1938)
  - «За оборону Москвы»
  - «За Победу над Германией в Великой Отечественной войне 1941—1945 гг.»
  - «За взятие Кёнигсберга»

Приказы (благодарности) Верховного Главнокомандующего в которых отмечен Буров И.И.
- За прорыв сильно укрепленной  и развитой в глубину обороны Витебского укрепленного района немцев, южнее города Витебск, на участке протяжением 30 километров, продвижение в глубину за два дня наступательных боев до 25 километров и расширение прорыва до  80 километров по фронту. 24 июня 1944 года № 116.
- За овладение штурмом  крупным областным центром Белоруссии городом Витебск – важным стратегическим узлом обороны немцев на западном направлении. 26 июня 1944 года № 119.
- За овладение штурмом столицей Советской Белоруссии городом Минск – важнейшим стратегическим узлом обороны немцев на западном направлении. 3 июля 1944 года № 128.
- За освобождение столицы Литовской Советской Республики города Вильнюс от фашистских захватчиков. 13 июля 1944 года № 136.
- За форсирование реки Неман, прорыв сильно укрепленной обороны противника на западном берегу и овладение городом и крупной железнодорожной станцией Мариамполь, а так же важными узлами коммуникаций Пильвишки, Шостаков, Сейны. 31 июля 1944 года № 160.
- За овладение штурмом городом и крепостью Каунас (Ковно) – оперативно важным узлом коммуникаций и мощным опорным пунктом обороны немцев, прикрывающим подступы к границам Восточной Пруссии. 1 августа 1944 года № 161.
- За овладение мощными опорными пунктами обороны противника – Ширвиндт, Наумиестис (Владиславов), Виллюнен, Вирбалис (Вержболово), Кибартай (Кибарты), Эйдткунен, Шталлупенен, Миллюнен, Вальтеркемен, Пиллюпенен, Виштынец, Мелькемен, Роминтен, Гросс Роминтен, Вижайны, Шитткемен, Пшеросьль, Гольдап, Филипув, Сувалки на территории Восточной Пруссии. 23 октября 1944 года № 203.
- За овладение штурмом укрепленными городами Пилькаллен, Рагнит и сильными опорными пунктами обороны немцев Шилленен, Лазденен, Куссен, Науйенингкен, Ленгветен, Краупишкен, Бракупенен. 19 января 1945 года. № 231.
- За овладение штурмом в Восточной Пруссии городом Гумбиннен – важным узлом коммуникаций и сильным опорным пунктом обороны немцев на кенигсбергском направлении. 21 января 1945 года. № 238.
- За овладение штурмом в Восточной Пруссии городом Инстербург – важным узлом коммуникаций и мощным укрепленным районом обороны немцев на путях к Кенигсбергу. 22 января 1945 года. № 240.
- За форсирование реки Дайме и Прегель и  овладение городами Лабиау и Велау – важными опорными пунктами обороны немцев, прикрывающими подступы к Кенигсбергу. 23 января 1945 года. № 247.
- За овладение штурмом городами Хайльсберг и Фридланд – важными узлами коммуникаций и сильными опорными пунктами обороны немцев в центральных районах Восточной Пруссии. 31 января 1945 года. № 267.
- За овладение городом Прейс-Эйлау – важным узлом коммуникаций и сильным опорным пунктом обороны немцев в Восточной Пруссии. 10 февраля 1945 года. № 272.
- За овладение штурмом городами Вормдитт и Мельзак – важными узлами коммуникаций и сильными опорными пунктами обороны немцев. 17 февраля 1945 года. № 282.
- За завершение ликвидации окруженной восточно-прусской группы немецких войск юго-западнее Кенигсберга. 29 марта 1945 года. № 317.
- За завершение разгрома кёнигсбергской группы немецких войск и  овладение штурмом крепостью и главным городом Восточной Пруссии Кенигсберг – стратегически важным узлом обороны немцев на Балтийском море. 9 апреля 1945 года. № 333.